# Bank Saderat Iran

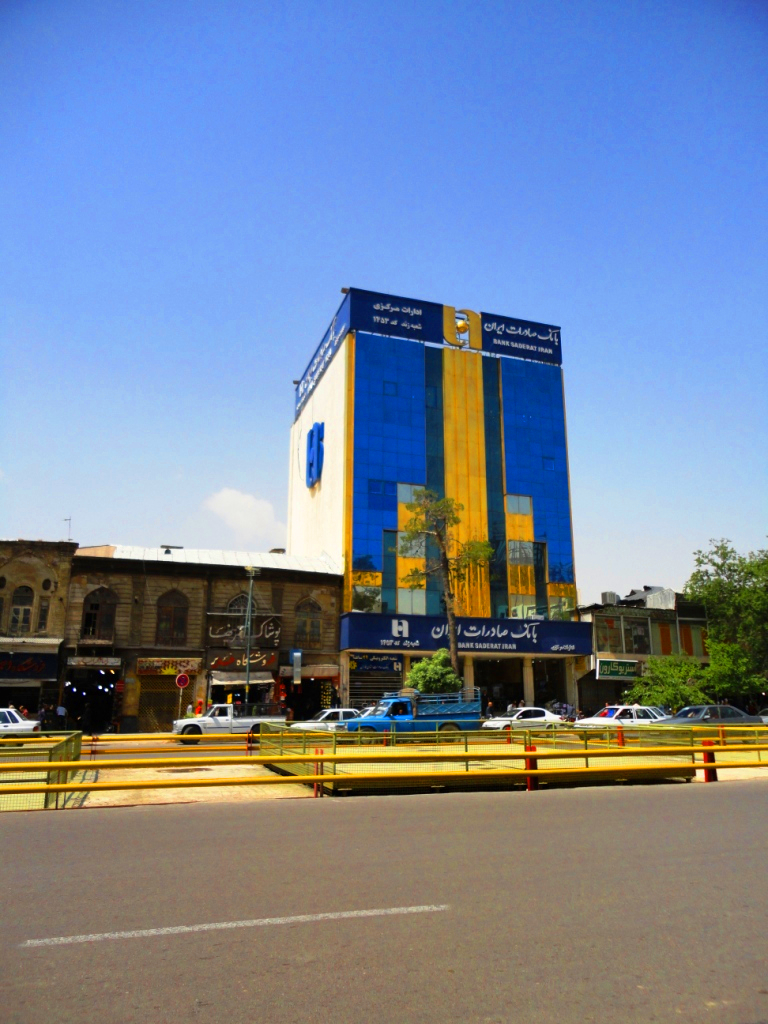
À Chiraz.

Bank Sāderāt Irān (en persan : بانک صادرات ایران) est une banque publique iranienne. Son nom signifie « Banque d'export de l'Iran ». Bank Saderat Iran (BSI) a commencé son activité le 13 novembre 1952, avec un conseil d'administration composé de 3 membres et 20 employés à son service. En 2006, elle exploite 3 248 agences, dont 23 à l’étranger, et emploie 35 000 personnes.
Son activité liée à l'étranger est toujours prépondérante, puisqu'elle a représenté 60 % de son chiffre d'affaires en 2003.
Le 7 juin 1979, toutes les banques privées iraniennes sont nationalisées. En 1980, les filiales et agences de la BSI dans les provinces d'Iran sont transformées en banques indépendantes, appelées Bank Sāderāt Ostān (« province »). En 2006, la BSI est composée de 29 banques provinciales filialisées et de plus de 200 filiales, supervisées par la Compagnie d'investissement Ghadir.
Le 9 septembre 2006, la banque est mise sur une liste noire par les États-Unis à cause des transferts d'argent supposés faits à des organisations terroristes.

## L'histoire

### Avant 1979
La Banque Saderat Iran a été fondée le 7 septembre 1952 par la famille Bolurfrushan, Mohammad Ali Mofrah et plusieurs de ses associés. La banque a été initialement créée avec un capital de 20 millions de rials iraniens en crédit et de 3 500 rials iraniens en prêts. Elle a été temporairement installée à l'étage supérieur d'un bâtiment donnant sur la succursale centrale de la Bank Melli Iran à Takyeh Dowlat, à Téhéran. La banque a été initialement enregistrée sous le nom de « Bank Saderat va Ma'aden » (Banque des exportations et des mines) au bureau d'enregistrement des sociétés de Téhéran. La banque a officiellement commencé ses activités le 13 novembre 1952, avec l'ouverture de sa première succursale, qui employait 25 personnes. À la fin de la première année, le bilan de la banque indiquait un total de dépôts d'environ 17,6 millions de rials, des prêts et des facilités de crédit d'environ 67 millions de rials, un total d'actifs équivalant à 44,2 millions de rials et un bénéfice net d'environ 700 000 rials. Ces résultats ont été obtenus avec seulement 10 millions de rials libérés sur un capital de 20 millions de rials. Au départ, Mohammad Ali Mofrah a invité Edward Joseph, un expert bancaire bien connu à l'époque, à occuper le poste de PDG de la banque. Joseph dirige la banque pendant les deux premières années. En 1954, Mofrah est nommé PDG par le conseil d'administration de la banque. Il occupe ce poste pendant 23 ans, jusqu'à la fin de 1977, date à laquelle il démissionne. En juin 1978, Mofrah se retire complètement du conseil d'administration de la banque. En 1963, le nom de la banque est remplacé par sa forme actuelle, « Bank Saderat Iran » (Banque d'exportation d'Iran).

### Après 1979
Le 7 juin 1979, après la révolution iranienne, toutes les banques privées iraniennes ont été nationalisées, au grand dam des familles fondatrices, et sont devenues propriété de l'État. En 1980, les succursales et sous-succursales de la BSI dans les provinces iraniennes ont été transformées en banques indépendantes, appelées Bank Saderat Ostan (province). Aujourd'hui, la BSI possède 29 filiales bancaires provinciales et plus de 200 sociétés affiliées, supervisées par la Ghadir Investment Company. Les banques iraniennes sont administrées sur la base d'une loi adoptée par le Conseil de la révolution islamique le 25 septembre 1979 et des dispositions de ses statuts.

### Logo
Le logo de la Banque Saderat Iran a subi plusieurs transformations depuis sa création :
Le logo original (1952-1979) : Il représentait un cheval ailé surmonté de la mention « Bank Saderat Iran ». Ce dessin a été proposé par Edward Joseph, le premier PDG de la banque, qui s'est inspiré d'une bague ancienne qu'il avait achetée. Le cheval symbolise la vitesse, l'endurance et la noblesse, tandis que ses ailes représentent l'ambition et l'ouverture. Le logo ressemble au sceau d'Anushirvan, un roi sassanide.
Logo post-révolution islamique (1979-1990) : Après la révolution islamique de 1979, le logo a été modifié pour représenter une carte de l'Iran montrant les centres provinciaux, reflétant ainsi la régionalisation de la banque.
Logo actuel (1990-aujourd'hui) : Introduit en 1990, le logo actuel représente deux mains et une pièce de monnaie. Il est toujours utilisé aujourd'hui.
Le dessin initial du logo actuel a été commandé par le service des relations publiques de la banque en 1990 et créé par Esmail Kia-Moghaddam. Par la suite, à la demande de la banque, Morteza Momayez a apporté des modifications au dessin. Cette collaboration a ensuite donné lieu à un différend entre les deux créateurs sur la paternité de l'œuvre finale.

## Sanctions
D'après le département du Trésor des États-Unis, Bank Sāderāt serait utilisé par le gouvernement iranien afin de transférer de l'argent à des organisations définies comme terroristes telles que le Hezbollah, le Hamas, le Front populaire de libération de la Palestine-Commandement général et le Jihad islamique palestinien et est à ce titre placée sur la liste officielle des organisations terroristes des États-Unis.
La Banque Saderat est utilisée par le gouvernement iranien pour transférer de l'argent à des organisations terroristes désignées par les États-Unis, notamment le Hezbollah, l'Hamas, le Front populaire de libération de la Palestine-Commandement général et le Jihad islamique palestinien, selon le département du Trésor des États-Unis,.
En vertu de la réglementation sur les transactions iraniennes (31 CFR Part 560) de 2008, les banques américaines peuvent traiter certains transferts de fonds impliquant une banque iranienne, tels que les transferts pour les transactions autorisées ou exemptées et les transactions « U-turn ». Ces dernières permettent aux banques américaines de traiter des paiements impliquant l'Iran qui commencent et se terminent auprès d'une banque étrangère non iranienne. La Banque Saderat ne pourra participer à aucun transfert impliquant des banques américaines, à compter de la date de dépôt de la modification de la réglementation au Registre fédéral américain. En interdisant le demi-tour et toutes les autres transactions avec la Banque Saderat, cette dernière se voit refuser tout accès direct et indirect au système financier américain.
La Banque Saderat Iran effectue actuellement des opérations bancaires dans les Émirats arabes unis, s'occupant du commerce iranien à l'intérieur et à l'extérieur de Dubaï. La banque s'occupe principalement du financement de projets, des lettres de crédit et des garanties bancaires (garanties à la demande), tandis que d'autres activités restent moins importantes. En février 2013, le Tribunal de l'Union européenne à Luxembourg a décidé d'annuler les sanctions prises par l'Union européenne (UE) à l'encontre de la banque, déclarant que l'UE « a violé l'obligation de motivation et l'obligation de divulguer au requérant ... les éléments de preuve retenus à son encontre ». L'UE peut faire appel de la décision. En 2016, le gel des avoirs de l'UE était toujours en vigueur,.
En 2019, un tribunal de l'UE a rejeté l'appel de BSI qui réclamait 78,7 millions de livres sterling de dommages et intérêts que la banque prétendait avoir subis après que l'UE l'ait placée sur sa liste de sanctions.